# Alibi (film, 1931)
Alibi är en brittisk mysteriefilm från 1931 i regi av Leslie S. Hiscott. I huvudrollerna ses Austin Trevor, Franklin Dyall och Elizabeth Allan. Filmen är baserad på pjäsen med samma namn från 1928 av Michael Morton, som i sin tur baseras på Agatha Christies roman Dolken från Tunis från 1926. Huvudperson är den kände belgiske detektiven Hercule Poirot. Detta var den första av tre Poirot-filmatiseringar gjorda av Twickenham Film Studios under 1930-talet, den följdes av Black Coffee samma år samt av Tretton vid bordet 1934, alla med Trevor i rollen som Poirot. Detta var den första ljudfilmen att baseras på ett av Christies verk. Filmen anses vara en förlorad film.
Austin Trevor hävdade en gång att han fick rollen som Poirot för att han kunde tala med fransk accent. Han medverkade senare i Den mystiska blondinen, en Christie-film från 1965, där han spelade en mindre roll.

## Rollista i urval
- Austin Trevor –  Hercule Poirot
- Franklin Dyall – Sir Roger Ackroyd
- Elizabeth Allan – Ursula Browne
- J.H. Roberts – Dr. Sheppard
- John Deverell – Lord Halliford
- Ronald Ward – Ralph Ackroyd
- Mary Jerrold – Mrs. Ackroyd